# Marie-Ève Nault
Marie-Ève Nault, née le 16 février 1982 à Trois-Rivières, est une joueuse de football (de soccer) canadienne évoluant au poste de défenseur et parfois de milieu de terrain défensif entre 2003 et 2016. Elle joue au cours de sa carrière dans plusieurs clubs de la W-League et est membre de l'Équipe du Canada de soccer féminin.
À titre personnel, Marie-Ève Nault est élue sur les équipes d'étoiles de la W-League à quatre reprises et est sacrée meilleure défenseure de la W-League en 2008.

## Biographie

### Carrière de joueuse

#### Carrière en club

##### Ses débuts au Québec
Marie-Ève Nault commence à jouer au soccer à l'école et remporte plusieurs championnats régionaux. Elle reçoit par ailleurs plusieurs prix sportifs et est souvent la meilleure buteuse de son équipe.
Lors de la saison 1999, les Diablos, son équipe du Cégep de Trois-Rivières, remportent le Coupe du Québec Saputo AAA avec treize victoires sans aucune défaite. En plus les Diablos remportent la médaille d’argent au championnat provincial collégial AA de la Fédération québécoise du sport étudiant et la médaille de bronze au championnat collégial canadien. À la fin de cette saison, Marie-Ève Nault est nommée membre de l’équipe d’étoiles de la ligue collégiale AA en plus de recevoir le titre d’étudiante-athlète féminine de l’année.
Toujours en 1999, l'équipe provinciale du Québec gagne une médaille de bronze au Championnat national canadien des moins de 18 ans tenu en Ontario.

##### NCAA
À la fin de ses études au Cégep, Marie-Ève Nault se fait offrir une bourse d'études pour aller jouer dans une université aux États-Unis. De 2000 à 2002, elle joue pour les Lady Volunteers de l'Université du Tennessee, dans la NCAA First Division. Elle évolue alors au poste de défenseur et marque son premier but dans la NCAA en convertissant un penalty contre l'Université d'Arizona. Au cours de ses trois saisons universitaires, elle dispute quatre-vingt-trois matchs pour seize buts et onze mentions d'assistance, équivalent américain de la passe décisive, pour un total de quarante-trois points. En 2002, elle aide son équipe à remporter le titre de la conférence Est et à se rendre en quart de finale national. Elle y marque le but gagnant d'un tir de vingt-huit mètres dans le coin supérieur droit pour la victoire un but à zéro contre l'Université de Géorgie.

##### W-League
Nault joue 7 saisons dans la W-League et une saison dans la Division 2 française.
Chronologie :
- 2003 : Fury d'Ottawa
- 2004 : Xtreme de Montréal
- 2005 : RC Saint-Étienne (joue une saison en Division 2 française)
- 2006 :Fury d'Ottawa
- 2007 :Fury d'Ottawa
- 2008 : FC Indiana
- 2009 : Chicago Red Eleven[4],[5]
- 2010 : Fury d'Ottawa
- 2011 : Sans club (elle se trouve en résidence avec l'équipe nationale du Canada en Italie)[6]
- 2012 : Amiral SC de Québec (elle signe une entente conditionnelle à une non-participation avec la sélection canadienne aux jeux olympiques de Londres)[7].

#### Carrière internationale
Peu de temps avant son 22e anniversaire, Marie-Ève Nault joue son premier match, le 30 janvier 2004, pour l'équipe du Canada, puis participe avec l'équipe nationale au Tournoi des 4 Nations en Chine. Par la suite elle joue quelques matchs avec la sélection mais, entre 2005 et 2009, elle n'est pas appelée par le sélectionneur Even Pellerud.
Ce n'est qu'avec le changement de sélectionneur et l'arrivée de Carolina Morace qu'elle est réintégrée dans l'équipe nationale. « Je n'ai rien à perdre. C'est une seconde chance pour moi de faire ma place dans l'équipe canadienne. Cette invitation, c'est une belle surprise car je ne l'attendais vraiment pas ».
Par la suite, elle obtient un poste régulier de défenseur dans le onze titulaire de l'équipe nationale. En mars 2010, son jeu défensif aide le Canada a remporté sa première Coupe de Chypre, puis un peu plus tard le Championnat féminin de la CONCACAF pour se qualifier pour la Coupe du monde féminine 2011.
Marie-Ève Nault est membre de l'équipe canadienne lors de cette Coupe du monde et est du match d'ouverture contre l'Allemagne. Toutefois sa contre-performance lui vaut d'être remplacée lors du second match. « Ça m'a fait quelque chose de me faire débarquer. Mais si le coach pensait que c'était ce qu'il y avait de mieux pour l'équipe... J'ai eu une rencontre avec les entraîneurs, et ils m'ont expliqué qu'ils allaient faire des changements pour le prochain match ». C'est donc à partir du banc qu'elle voit son équipe s'écrouler contre la France lors de la coupe du monde. « C'était difficile de regarder; on se sent tellement impuissante... ».
De retour au Canada, Marie-Ève Nault participe à quelques matchs internationaux amicaux mais elle se fracture une cheville chez elle lors d'un souper de filles. Elle doit alors s'absenter du jeu et ne peut participer aux qualifications pré-olympiques en vue des Jeux olympiques de Londres. Elle est de retour à l'entraînement en janvier 2012 mais n'est pas retenue par le nouveau sélectionneur John Herdman pour la Coupe de Chypre 2012.
En avril 2012, Marie-Ève Nault est sélectionnée pour le camp entraînement à Vancouver en préparation des Jeux Olympiques. Elle participe aux matchs préparatoires du Canada en vue des Jeux olympiques de Londres. Malheureusement elle n'est pas sélectionnée en vue du tournoi olympique mais toutefois elle est sur la liste des trois substituts auxquels chacune des sélections nationales a droit.
« Sur le coup, c'est décevant. J'aurais aimé avoir la chance de jouer, mais au moins, je vais vivre l'expérience des Jeux olympiques et je vais rester dans l'entourage du groupe. On ne sait jamais ce qui peut arriver ». À la suite des blessures des défenseures Candace Chapman et Robyn Gayle Nault joue au troisième match du Canada dans la phase des groupes: match que la Suède et le Canada annulent 2-2. En quart-de-finale contre l'Angleterre, Nault fait une solide prestation défensive et le Canada grâce aux buts de Filigno et de Sinclait passe en demi-finale. Nault joue 101 minutes dans cette défaite crève-cœur en prolongation contre les américaines,.
Le 9 août 2012, Nault joue 84 minutes dans le match de la victoire du Canada pour la médaille de bronze olympique. Le Canada bat la France 1-0.
Elle est sélectionnée pour la Coupe du monde de 2015 et entre au jeu comme substitut lors d'un match.

### Carrière d'entraîneur
Entraîneur adjointe des Patriotes en 2006-2007, Marie-Ève Nault obtient son brevet d'entraîneur début de 2008, elle débute comme entraîneur de l'équipe de soccer féminin des Patriotes de l'Université du Québec à Trois-Rivières. Les Patriotes sont membres de la Ligue universitaire de soccer du Québec. Un camp d'entraînement de pré-saison a lieu en France à l'automne 2009. La connaissance du soccer et les qualités de communicatrice de Marie-Ève Nault permettent la construction d'une jeune équipe de soccer universitaire (2e niveau féminin au Canada). De plus elle s'implique dans le programme sport-études pour les jeunes de la région de la Mauricie.

## Statistiques

### En équipe nationale
Marie-Ève Nault totalise 53 capes avec l'équipe du Canada et n'a marqué aucun but (joueuse avec un rôle essentiellement défensif dans l'équipe nationale). Appelé en équipe nationale à partir de 2004, elle est une des grandes artisanes de la victoire de son pays en finale du Championnat féminin de la CONCACAF en 2010. La même année elle remporte la Coupe de Chypre, qu'elle remporte également en 2011 avant de participer à l'aventure malheureuse de son équipe à la Coupe du monde féminine de 2011.
| Date           | Adversaire | Score | Compétition | Lieu                                 | Commentaires                          |
| -------------- | ---------- | ----- | ----------- | ------------------------------------ | ------------------------------------- |
| 26 juin 2011   | Allemagne  | 1-2   | Mondial     | Stade olympique, Berlin, Allemagne   | Titulaire (remplacée à la 46e minute) |
| 5 juillet 2011 | Nigeria    | 0-1   | Mondial     | Glücksgas-Stadion, Dresde, Allemagne | Titulaire                             |

### En club
| Saison                | Club                    | Championnat           | Championnat | Championnat | Championnat | Coupe(s) nationale(s) | Coupe(s) nationale(s) | Coupe(s) nationale(s) | Total | Total | Total |
| Saison                | Club                    | Division              | M.          | B.          | P.d.        | M.                    | B.                    | P.d.                  | M.    | B.    | P.d.  |
| 2000                  | Université du Tennessee | NCAA                  | 17          | 6           | 1           | -                     | -                     | -                     | 17    | 6     | 1     |
| 2001                  | Université du Tennessee | NCAA                  | 18          | 2           | 3           | -                     | -                     | -                     | 18    | 2     | 3     |
| 2002                  | Université du Tennessee | NCAA                  | 25          | 1           | 3           | -                     | -                     | -                     | 25    | 1     | 3     |
| 2003                  | Fury d'Ottawa           | W-League              | -           | -           | -           | -                     | -                     | -                     | 0     | 0     | 0     |
| 2004                  | Xtreme de Montréal      | W-League              | 12          | 2           | 2           | -                     | -                     | -                     | 12    | 2     | 2     |
| 2005                  | RC Saint-Étienne        | Division 2            | 2           | 0           | 0           | -                     | -                     | -                     | 2     | 0     | 0     |
| 2006                  | Fury d'Ottawa           | W-League              | 9           | 0           | 0           | -                     | -                     | -                     | 9     | 0     | 0     |
| 2007                  | Fury d'Ottawa           | W-League              | 11          | 1           | 1           | -                     | -                     | -                     | 11    | 1     | 1     |
| 2008                  | FC Indiana              | W-League              | 14          | 0           | 0           | -                     | -                     | -                     | 14    | 0     | 0     |
| 2009                  | Chicago Red Eleven      | W-League              | 10          | 1           | 1           | -                     | -                     | -                     | 10    | 1     | 1     |
| 2010                  | Fury d'Ottawa           | W-League              | 9           | 0           | 0           | -                     | -                     | -                     | 9     | 0     | 0     |
| Total sur la carrière | Total sur la carrière   | Total sur la carrière | 127         | 13          | 11          | -                     | -                     | -                     | 127   | 13    | 11    |

## Palmarès

### En équipe nationale
- Médaille de bronze aux Jeux olympiques d'été de 2012[48],[49]
- Médaille d'or lors du Championnat féminin de la CONCACAF 2010
- Médaille d'or lors du tournoi international de Chypre en 2010 et 2011.

### En club

#### Fury d'Ottawa
- Finaliste au Championnat de la W-League: 2006, 2007
- Participation au Final Four de la W-League : 2003, 2006, 2007
- Championnat de conférence : 2006
- Championnat de division :  2006, 2007,2010

#### FC Indiana
- Finaliste au Final Four de la W-League: 2008
- Championnat de conférence : 2008
- Championnat de division : 2008

#### Chicago Red Eleven
- Championnat de conférence : 2009
- Championnat de division : 2009

## Honneurs et distinctions personnelles
- Élue à quatre reprises sur l'équipe des étoiles de la W-League (2006, 2007, 2008 et 2010)
- Élue meilleure défenseure de la W-League en 2008 (All conference defender)
- Élue dans the squad's Defensive Most Valuable Player (NCAA) en 2002
- Nommée membre de l'équipe d'étoiles U-18 du Canada (1999)
- Sélectionnée dans le All-Canadian Junior College team (1999)
- Récipiendaire du prix de la meilleure athlète féminine par la Fédération de soccer du Québec (1998)
- Nommée joueuse MVP dans la Ligue de soccer élite du Québec (1996 et 1997)
- Élue joueuse MVP de son club jeunesse les Gazelles de l'ATS pendant 6 saisons consécutives.